# 北原次郎
北原 次郎（きたはら じろう、1981年10月23日 - ）は、北海道札幌市出身のサッカー指導者である。日本サッカー協会公認S級ライセンスを有する。

## 経歴

### 選手歴
- 1997年 - 1999年 札幌光星高校[1]
- 2000年 - 2003年 筑波大学[1]

### 指導歴
- 2004年 筑波大学蹴球部コーチ兼 つくば市立手代木中学校コーチ[1]
- 2005年 - 2010年 ジュビロ磐田
  - 2005年 - 2006年 先乗りスカウト兼 コーチ[1]
  - 2007年 テクニカルコーチ[1]
  - 2008年 - 2009年 テクニカルスタッフ[1]
  - 2010年 強化担当[1]
- 2011年 清水エスパルスコーチ
- 2012年 ジェフユナイテッド市原・千葉コーチ
- 2013年 - 2014年 コンサドーレ札幌コーチ
- 2015年 コンサドーレ旭川U-15監督
- 2016年 コンサドーレ札幌アカデミーダイレクター